# Чон Гьон Ин
Чон Гьон Ин (кор. 정경은, нар. 20 березня 1990) — південнокорейська бадмінтоністка, бронзова призерка Олімпійських ігор 2016 року.

## Виступи на Олімпіадах
| Олімпіада           | Дисципліна    | Місце |
| ------------------- | ------------- | ----- |
| Лондон 2012         | парний розряд | АС    |
| Ріо-де-Жанейро 2016 | парний розряд | 3     |